# Classe Atjeh
La classe Atjeh est un classe de six croiseurs non protégés construite pour la Marine royale néerlandaise (Koninklijke Marine) dans les années 1870.

## Conception
Les six croiseurs sont des voiliers à gréement trois-mâts barque à coque en bois avec une propulsion mixte voile/moteur.

## Les unités
- HNLMS Atjeh (1876 - ?)
- HNLMS Tromp (1877 - 1904)
- HNLMS Koningin Emma der Nederlander (1879 - 1943)
- HNLMS De Ruyter (1880 - 1900)
- HNLMS Van Speyk (1882 - 1940)
- HNLMS Johan Willem Friso (1886 - ?)